# El Hatillo
El Hatillo é uma cidade da Venezuela localizada no estado de Miranda. El Hatillo é a capital do município de El Hatillo.